# Ghoubbet el Kharâb
Ghoubbet el Kharâb är en vik i Djibouti. Den ligger i den centrala delen av landet, 60 km väster om huvudstaden Djibouti.